# Ahmed Aït Moulay
Ahmed Aït Moulay (en arabe: أحمد آيت مولاي), né le 5 décembre 1964, est un skieur alpin marocain.
Il a notamment représenté le Maroc aux Jeux olympiques d'hiver de 1984 et de 1988.

## Palmarès

### Jeux olympiques
| Épreuve / Édition | Sarajevo 1984 | Calgary 1988 |
| Slalom            | 44e           | 42e          |
| Slalom Géant      | 73e           | DQ           |